# 栗栖正伸
栗栖 正伸（くりす まさのぶ、1946年11月15日 - ）は、日本の元プロレスラー。鹿児島県肝属郡出身。身長175cm、体重100kg。

## 略歴
高校時代から柔道を始め、国士舘大学時代はボディビルも行い、卒業後、まず単身でアメリカに渡り、ロサンゼルスを中心にレスラー修行を積む。現地で渡米中のアントニオ猪木と出会い1972年4月に新日本プロレスに入門。1972年9月26日のリトル浜田（後のグラン浜田）戦でデビューするが、約7年に渡り前座クラスのレスラーとして長い下積み期間を過ごす。ドン荒川の後にアントニオ猪木の付き人をしていたのもこの時期である。1976年に行われた「アントニオ猪木vsモハメッド・アリ」の当日に猪木の車の運転手を務めたのも栗栖である。1979年、先にメキシコ修行を行っていたグラン浜田と入れ替わるようにメキシコに遠征、マサノブ・クルスのリングネームでUWAのトップルードとして活躍を見せ、この時期に後に新日本に参戦するクロネコ（後のブラック・キャット）とも知り合っている。
1984年、長州力ら維新軍団を中心に結成されたジャパンプロレスに参加。栗栖もジャパンプロレスの一員として全日本プロレスに参戦する。だが、1987年に長州の離脱を契機にジャパンプロレスが分解すると、谷津嘉章、永源遙らと共に全日本プロレスに入団する。
1988年に全日本プロレスで最初の引退。
1989年9月、大阪市平野区に「栗栖正伸トレーニングジム」を設立（後に廃業）。後進の育成に力を入れる。同年、栗栖は大仁田厚が立ち上げたFMWに参戦しレスラー復帰を果たす。栗栖は、この頃よりイス攻撃を中心とする独自のスタイルを前面に出し、複数のインディー団体に参戦して人気を博す。その後、天龍源一郎の立ち上げたWARや、古巣である新日本に参戦している。特に新日本はインディーに対して攻撃的な気質で知られるが、栗栖はその中にあっても座席部分が外れてしまうほど相手の頭を激しくぶち抜くイス攻撃を繰り出し、新日本側の選手とケンカマッチ的な激しい試合になることもあった。なかでも1990年8月3日に後楽園ホールで行われた橋本真也とのシングルマッチで、栗栖は橋本の左手甲をイス攻撃で骨折させ、栗栖自らも橋本の攻撃で足の肉離れを起こすなど熾烈を極めた試合となった。しかしながら、この試合がそれまで栗栖を敵視していた新日本ファンの心を掴み、試合後には栗栖コールが起こる現象が起きた。栗栖はこれに感激し、思わず涙を流したと伝えられている。
栗栖はシングルのみならず、キム・ドクとピラニア軍団を結成し、タイガー・ジェット・シンとのタッグでも興行を盛り上げている。
2000年代に入ってもFSR、WAP、プロレスリングZERO-ONEなどの団体にスポット的な参加が中心であったが、2005年からはビッグマウス・ラウドに参戦している。
2008年12月18日、「昭和プロレス 第2弾興行」後楽園ホールでメモリアルタッグマッチ（20分1本勝負）に出場した。大仁田厚とタッグを組み、グラン浜田、鶴見五郎ペアに敗退した。2013年にはZERO1や大日本プロレスへ参戦して活躍している。
その後しばらくは近況が報じられることがなかったが、月刊BUBUKAの2022年2月号にインタビューが掲載され、健在ぶりをアピールした。

## 得意技
栗栖スペシャル
栗栖のフィニッシュ・ホールドである関節技。座った状態の相手に対し、相手肩部に座るように後方より体を乗せ（肩車の状態）相手頭部を腿で挟み込む。その状態より相手両足首を掴んで引き上げ、相手の体を折りたたむ技。
イス攻撃
栗栖がヒールでブレイクした際の代表的な攻撃。イス攻撃自体は古典的な反則技であり、栗栖以外の選手も用いるため技術的に特筆するものではないが、栗栖は殆どの攻撃にイスを使いつつ試合を組み立てることが出来る稀有な使い手であることから「イス大王」の異名を取っている。
栗栖は目立つ攻撃のほとんどにイスを使い、FMWの第1回総合格闘技オープントーナメント（1990年）を制した。これに影響されたのか、大仁田を筆頭にインディーでは椅子攻撃が連日のように行われている。
投げ技
ブレーンバスター、人間風車などの低いがしっかり利かせているブリッジを得意としていた。
アトミックボムズアウェー
栗栖の最大の必殺技で、トップロープから飛び降りてストンピングを決める。

## 栗栖正伸トレーニングジム
- 場所は大阪府大阪市平野区にあった。
- 栗栖正伸トレーニングジム出身のレスラーとして、男性では金本浩二、奥村茂雄、伊藤崇文、日高郁人、田村忍、守屋博昭、雷陣明、泉州力、吹本賢児、玉田耕一、山本淳福、女子では中西百重、唯我が知られる。また、菊タローも本名経歴等非公開であるが、本人のブログで「（栗栖ジムは）プロレスラーになる基礎になった」と発言している。
- 芸人の山田花子もJWP女子プロレス(練習生となったがデビュー前に怪我で断念)入門前に栗栖ジムにおり、トレーニング風景が紹介されたことがある。
- 栗栖ジム在籍時はプロレスラーを目指していたが結果的に後年プロレスラーでなく格闘家になったという元会員も数名いる。
- 栗栖ジムはプロレスファンの会員ばかりで構成されているジムだった。
- 練習内容は昭和の新日本プロレス道場での練習内容そのままで、ウェイトトレーニングとヒンズースクワット、受け身、ブリッジ、当時はシュートレスリングと呼称した(栗栖は「セメント」と呼称していた)現在でいうグラップリングだった。
- 約2～3ヶ月ごとに「栗栖ジムプロレス大会」という、ジム内のリング(旧UWF→ジャパンプロレス→栗栖ジムと持ち主が変遷した)でジム生同士でのアマチュア・プロレス試合が行われていた。この大会は、中には学生プロレスや草プロレスと同程度のクオリティで試合を行える選手も一定数いたが、一人一人にプロレスを教えず説明もせず出場させていたため勘違いして「プロレス＝格闘技」だと思い込み妄想する会員も一定数おり、相手の技を受けなかったりで試合が全く噛み合わなかったり、素手なのでパンチの代わりに張り手や掌打のUWFスタイルのつもりになった総合格闘技試合になってしまっていたり、試合開始早々プロレスでは禁止されている顔面や腹部などの急所を全力で蹴って秒殺KOしたり試合開始早々全力で関節を極めたりで怪我人続出だったので学生プロレスや草プロレスよりも遥かに過激で、素人ゆえに勘違いする純粋なプロレスファンであるあまりリング上で何をしだすか分からないといった危険さのある大会だった。1991年頃まで大会の一部に「シュートレスリングトーナメント」(現在でいうグラップリングトーナメント)も含まれており、伊藤や奥村が出場していた。
- 1990年代半ば頃まではジムのリングで開催していたが、終盤は大きな会場で「チームクリス」としてのプロ興行となり、ジム外でジム生をリングに上げて行われた地元密着型興行を行うようになった。この地元密着型興行はプロレスを理解して練習を積み熟練しているエリート会員を選り抜きで出場させており、プロのプロレスラーも交ぜて出場させていたため全体的にプロ並みのクオリティの大会だった。1998年10月18日には神奈川県横浜市鶴見区の鶴見青果市場に遠征して行われたこともあった。
- 栗栖ジムは2004年1月に閉館・解散した。
- 栗栖は温厚そうな見た目とは裏腹に実際は豪快な性格であり、栗栖ジムの外にまで響き渡るほど極端に声が大きく、ジム生に手を上げることは決してなかったが(竹刀では叩いたが)、極端な大声で怒鳴り散らすことも多かったため、ほとんどのジム生からは恐れられていた。口癖は「バカモンが！」「能書き垂れるな！」「喰らわすぞ！」「ドツくぞこのクソガキャ！」「関係ないんだよ！」「百姓が！」「バカでもチョンでも…」「いい事だよ。」である。褒める時は「いい事だよ。」を多用していた。

## その他
- 師匠のアントニオ猪木へのリスペクトは相当なものである。
- 若手時代の栗栖とドン荒川は、出身地・体格・経歴（レスリング経験）が似ていたことからお互いに意識し合っており、両者のシングルマッチは「鹿児島選手権」と称されるほどであった。
- 夫人とは新日時代に知り合っている。高校在学中から新日の大阪大会で選手に花束を渡す役であったという。